# Natació als Jocs Olímpics d'estiu de 1904 - 220 iardes lliures

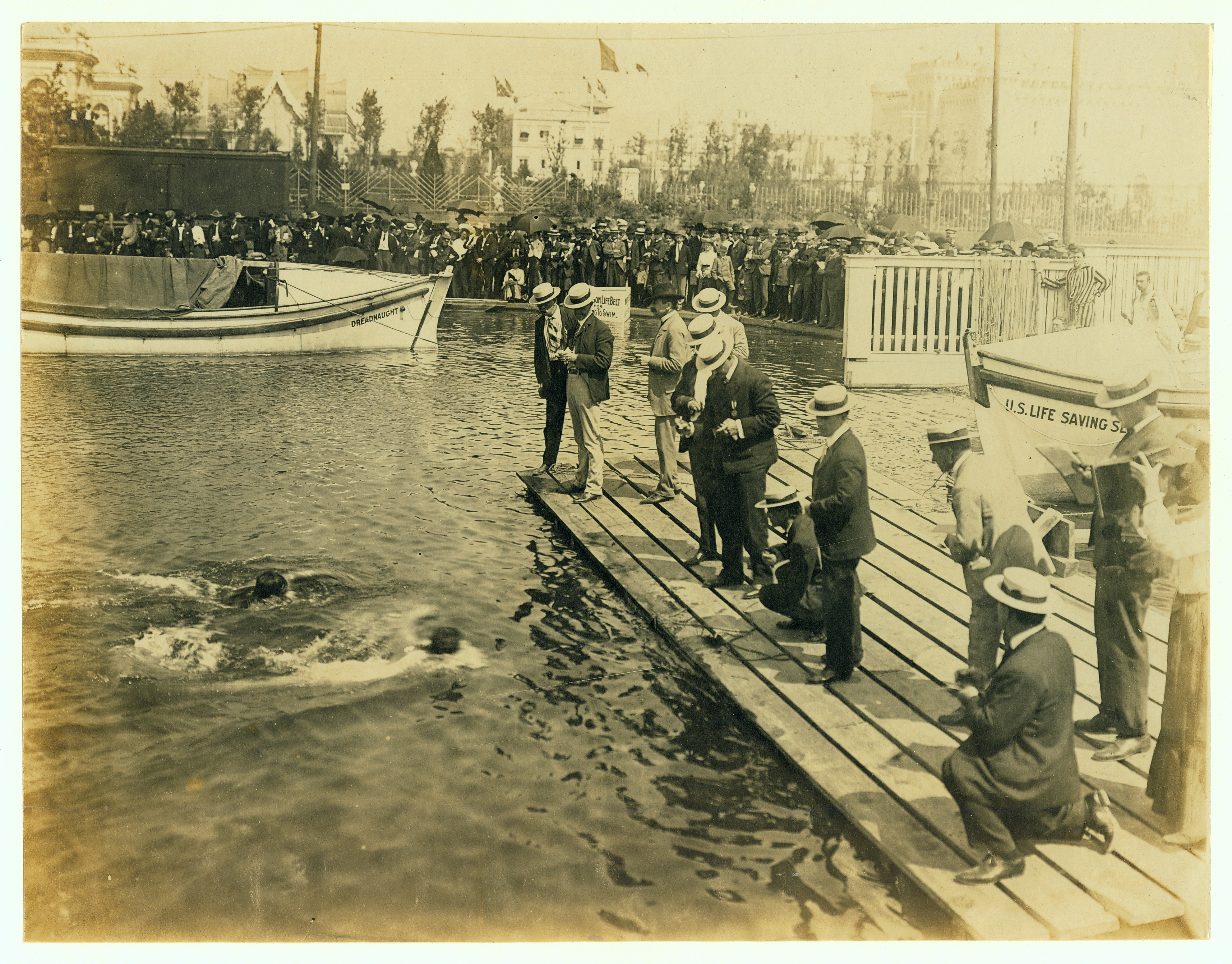
Arribada de Charles Meldrum Daniels, medalla d'or de la prova.

La prova de les 220 iardes lliures fou una de les que formà part del programa de natació que es disputà als Jocs Olímpics de Saint Louis de 1904.
Aquesta era la segona vegada que es duia a terme aquesta prova dins el programa dels Jocs Olímpics, però l'única en què la iarda s'emprà com a mesura. La distància, uns 201 metres, fou lleugerament superior a la dels 200 metres lliures de 1900 i no es tornaria a disputar fins al 1968.
Hi van prendre part 4 nedadors procedents de 2 països.

## Medallistes
| Or                    | Plata                | Bronze            |
| Charles Daniels (USA) | Francis Gailey (USA) | Emil Rausch (GER) |

## Resultats
| Posició | Nom                   | Temps    |
| ------- | --------------------- | -------- |
| Or      | Charles Daniels (USA) | 2' 44.2" |
| Plata   | Francis Gailey (USA)  | 2' 46.0" |
| Bronze  | Emil Rausch (GER)     | 2' 56.0" |
| 4.      | Edgar Adams (USA)     |          |